# Дискретна временска Фуриjеова трансформација
У математици, дискретна Фуријеова трансформација ( ДТФТ ) је облик Фуријеове анализе који је применљив на низ вредности.
ДТФТ се често користи за анализу узорака континуиране функције. Израз дискретно време односи се на чињеницу да трансформација делује на дискретне податке, често узорке чији интервал има јединице времена. Из једнолико распоређених узорака настаје функција фреквенције која је периодична сумација континуиране Фуријеове трансформације изворне континуиране функције. Под одређеним теоријским условима, описаним теоремом узорковања, оригинална континуирана функција може се савршено уклонити из ДТФТ-а, а тиме и из оригиналних дискретних узорака. Сам ДТФТ је континуирана функција фреквенције, али се њени дискретни узорци могу лако израчунати помоћу дискретне Фуријеове трансформације (види #Sampling the DTFT § Notes ), што је далеко најчешћа метода модерне Фуријеове анализе.
Обе трансформације су инвертибилне. Инверзни ДТФТ је оригинални узорковани низ података. Инверзни ДФТ је периодична сумација оригиналне секвенце. Брза Фуријеова трансформација (ФФТ) је алгоритам за рачунање једног циклуса ДФТ-а, а његов инверзни производи један циклус инверзног ДФТ-а.

## Дефиниција
Дискретна Фуријеова трансформација дискретног скупа стварних или сложених бројева x[n], за све целе бројеве n, је Фуријеов низ, који производи периодичну функцију фреквенцијске променљиве. Када варијабла фреквенције, ω, има нормализоване јединице радијана/узорка, периодичност је 2π, а Фуријеов низ је: 
| {\displaystyle X_{2\pi }(\omega )=\sum _{n=-\infty }^{\infty }x[n]\,e^{-i\omega n}.} | \| \| \| \| \| \| \| \| | (израз 1) |
|                                                                                      |                         |           |
|                                                                                      |                         |           |

|  |  |  |
|  |  |  |

 Корисност ове функције фреквенцијске домене налази се у Пуасоновој збирној формули . Нека је X(f) Фуријеова трансформација било које функције, x(t), чији су узорци у неком интервалу T (секунди) једнаки (или пропорционални) с x[n] секвенцом, тј. T⋅x(nT) = x[n] . Тада је периодична функција представљена Фуријеовим низом периодична сумација X(f) у погледу фреквенције f у херцима (циклуси/сек): 

| {\displaystyle X_{1/T}(f)=X_{2\pi }(2\pi fT)\ \triangleq \sum _{n=-\infty }^{\infty }\underbrace {T\cdot x(nT)} _{x[n]}\ e^{-i2\pi fTn}\;{\stackrel {\mathrm {Poisson\;f.} }{=}}\;\sum _{k=-\infty }^{\infty }X\left(f-k/T\right).} | \| \| \| \| \| \| \| \| | (израз 2) |
| |                         |           |
| |                         |           |
Цели број k има јединице циклуса/узорака, а 1/T је стопа узорковања, fs (узорци/секунди). Дакле, X1/T(f) садржи тачне копије X(f) које су померене умношцима fs херца и комбиноване сабирањем. За довољно велике fs, k = 0 може се приметити у региону [−fs/2, fs/2] са малим или никаквим изобличењем ( алијасинг ) од осталих термина. На слици 1, крајности расподеле у горњем левом углу су маскиране подземним деловањем у периодичном сабирању (доњи леви). 

Такође приметимо да је e−i2πfTn Фуријеова трансформација δ(t − nT) . Стога, алтернативна дефиниција ДТФТ је: 

| {\displaystyle X_{1/T}(f)={\mathcal {F}}\left\{\sum _{n=-\infty }^{\infty }x[n]\cdot \delta (t-nT)\right\}} | \| \| \| \| \| \| \| \| | (израз 3) |
| |                         |           |
| |                         |           |
Модулирана функција Диракове поворке импулса је математичка апстракција која се понекад назива и импулсно узорковање . 

## Инверзна трансформација
Операција која опоравља дискретну секвенцу података из ДТФТ функције назива се инверзни ДТФТ . На пример, инверзна континуирана Фуријеова трансформација са обе стране израза 3 производи секвенцу у облику модулисане функције Диракове поворке импулса: 
{\displaystyle \sum _{n=-\infty }^{\infty }x[n]\cdot \delta (t-nT)={\mathcal {F}}^{-1}\left\{X_{1/T}(f)\right\}\ \triangleq \int _{-\infty }^{\infty }X_{1/T}(f)\cdot e^{i2\pi ft}df.}
Међутим, примећујући да је X1/T(f) периодичан, све потребне информације садрже се у било којем интервалу дужине 1/T. И у изразу 1 и изразу 2 су суме преко n Фуријеов низ, са коефицијентима x[n] . Стандардне формуле за Фуријеове коефицијенте су такође инверзне трансформације: 
| {\displaystyle {\begin{aligned}x[n]&=T\int _{\frac {1}{T}}X_{1/T}(f)\cdot e^{i2\pi fnT}df\quad \scriptstyle {{\text{(интеграл за сваки интервал дужине }}1/T{\textrm {)}}}\\\displaystyle &={\frac {1}{2\pi }}\int _{2\pi }X_{2\pi }(\omega )\cdot e^{i\omega n}d\omega \quad \scriptstyle {{\text{(интеграл за сваки интервал дужине }}2\pi {\textrm {)}}}\end{aligned}}} | \| \| \| \| \| \| \| \| | (израз 4) |
| |                         |           |
| |                         |           |

|  |  |  |
|  |  |  |

## Периодични подаци
Када је низ улазних података x[n] N , израз 2 се може рачунски свести на дискретну Фуријеову трансформацију (ДФТ), јер: 
- Све доступне информације налазе се унутар N узорака.
- X1/T(f) се свугде конвертује у нулу, осим код целих бројева 1/(NT), познатих као хармоничне фреквенције.
- ДТФТ је периодичан, тако да је максимални број јединствених хармонских амплитуда (1/T) / (1/(NT)) = N

Кернел x[n] e−i2πfTn је N периодичан на хармонским фреквенцијама, f = k/(NT) . Уводимо нотацију {\displaystyle \sum _{N}} да би представили суму било које n последице дужине N, можемо написати :
{\displaystyle {\begin{aligned}X_{1/T}\left({\frac {k}{NT}}\right)&=\sum _{m=-\infty }^{\infty }\left(\sum _{N}x[n-mN]\cdot e^{-i2\pi {\frac {k}{N}}(n-mN)}\right)\\&=\sum _{m=-\infty }^{\infty }\left(\sum _{N}x[n]\cdot e^{-i2\pi {\frac {k}{N}}n}\right)=T\underbrace {\left(\sum _{N}x(nT)\cdot e^{-i2\pi {\frac {k}{N}}n}\right)} _{X[k]\quad {\text{(DFT)}}}\cdot \left(\sum _{m=-\infty }^{\infty }1\right).\end{aligned}}}
Због тога се ДТФТ разилази с хармонијским фреквенцијама, али различитим брзинама зависним од фреквенције. Те стопе даје ДФТ једног циклуса x[n] секвенце. У погледу функције за Диракове поворке импулса, ово је представљено са :
{\displaystyle X_{1/T}(f)=\sum _{k=-\infty }^{\infty }(T\cdot X[k])\ \cdot \ {\frac {1}{NT}}\delta \left(f-{\frac {k}{NT}}\right)=\underbrace {{\frac {1}{N}}\sum _{k=-\infty }^{\infty }X[k]\ \cdot \ \delta \left(f-{\frac {k}{NT}}\right)} _{\text{DTFT of a periodic sequence}}.}      

## Узорковање ДТФТ-а
Када је ДТФТ континуалан, уобичајена је пракса да се израчуна произвољни број узорака ( N ) у једном циклусу периодичне функције X1/T : 
{\displaystyle {\begin{aligned}\underbrace {X_{1/T}\left({\frac {k}{NT}}\right)} _{X_{k}}&=\sum _{n=-\infty }^{\infty }x[n]\cdot e^{-i2\pi {\frac {kn}{N}}}\quad \quad k=0,\dots ,N-1\\&=\underbrace {\sum _{N}x_{_{N}}[n]\cdot e^{-i2\pi {\frac {kn}{N}}},} _{DFT}\quad \scriptstyle {{\text{(sum over any }}n{\text{-sequence of length }}N)}\end{aligned}}}
где {\displaystyle x_{_{N}}} је периодична сумација :
{\displaystyle x_{_{N}}[n]\ \triangleq \ \sum _{m=-\infty }^{\infty }x[n-mN].}
Секвенца {\displaystyle x_{_{N}}} је инверзни ДФТ. Стога, наше узорковање ДТФТ-а узрокује да инверзна трансформација постане периодична. Низ |Xk|2 вредности су познате као периодограм, а параметар N се назива НФФТ у истоименој Матлаб функцији. 
Да би се оценио један циклус {\displaystyle x_{_{N}}} нумерички, потребан нам је низ x[n] коначне дужине. На пример, дугачак низ може бити скраћен функцијом прозора дужине L што резултира у три случаја вредна посебне спомена. Ради нотативне једноставности, размотрите вредности x[n] тако да представљају вредности модификоване функцијом прозора. 
Случај: Декимација фреквенције. L = N ⋅ I, за неки цели број I (обично 6 или 8) 
Циклус од {\displaystyle x_{_{N}}} своди се на суму I блокова дужине N или кружни додатак .    ДФТ тада иде под различитим именима, као што су :
- ФФТ прозора [3]
- Тежина, преклапање, додавање (ВОЛА) [4] [5] [Д]
- полифазни ФФТ [6]
- вишефазни филтерски филтер [7]
- вишеструко блокирање прозора и временско подимање . [8]

Ваља се подсетити да десетковање (децимација) узоркованих података у једној области (у временском или фреквентном) производи преклапање (познати и као алијасинг ), у другом и обрнуто. У поређењу са ДФТ дужином L дужина {\displaystyle x_{_{N}}} збрајање/преклапање узрокује десетковање у учесталости, остављајући само ДТФТ узорке најмање под утицајем спектралног цурења . То је обично приоритет при имплементацији ФФТ банке филтера (канализатора). С конвенционалном функцијом прозора дужине L, губитак љуштења би био неприхватљив. Тако се мулти-блок прозори стварају помоћу алата за дизајн ФИР филтера .     Њихов профил фреквенције је раван у највишој тачки и брзо отпада у средини између преосталих ДТФТ узорака. Што је већа вредност параметра I, то су веће потенцијалне перформансе. 
Случај: L = N+1 , при чему је N уједначен 
Овај случај настаје у контексту дизајна функције Виндовса, из жеље за реално вреднованим коефицијентима ДФТ.    Када је симетрична секвенца повезана са индексима [-M ≤ n ≤ M], познатим као коначни прозор података о Фуријеовој трансформацији, њен ДТФТ је континуирана функција фреквенције {\displaystyle (f),} је стварно вреднован. Када се редослед помери у ДФТ прозору података, [0 ≤ n ≤ 2M], ДТФТ се множи сложеном фазном функцијом: {\displaystyle e^{-i2\pi fM}} . Али када се узоркује на фреквенцијама {\displaystyle f=k/2M,} за целе вредности од {\displaystyle k,} сви узорци су стварно вредновани. Да бисмо постигли тај циљ, можемо извршити: {\displaystyle 2M} ДФТ дужине на периодичном сумирању са 1 узорком преклапања. Наиме, брише се последњи узорак секвенце података и додаје се његова вредност првом узорку. Затим се примењује функција прозора, скраћена за 1 узорак, и извршава се ДФТ. Скраћена функција прозора са једнаком дужином понекад се назива и ДФТ-равном . У стварној пракси људи најчешће користе прозоре који се подударају са ДФТ-ом без преклапања података, јер су штетни ефекти на цурење спектра занемарљиви за дуге секвенце (обично стотине узорака). 
Случај: Интерполација фреквенције. L ≤ N
У овом случају, ДФТ поједностављује познатији облик: 
{\displaystyle X_{k}=\sum _{n=0}^{N-1}x[n]\cdot e^{-i2\pi {\frac {kn}{N}}}.}
Да би се искористио алгоритам брзе Фуријеове трансформације за рачунање ДФТ-а, сабирање се обично врши преко свих N термина, иако је N − L нула. Стога се случај L < N често назива нула-пединг. 
Спектрално цурење, које се повећава како L опада, штетно утиче на неке важне метрике перформанси, као што су резолуција компоненти више фреквенција и количина буке која се мери у сваком узорку ДТФТ. Али те ствари нису увек важне, на пример када је x[n] низ синусоида без буке (или константа), обликован функцијом прозора. Тада је уобичајена пракса да се графички приказују и упоређују детаљни обрасци цурења функција прозора помоћу графичког приказивања нула . Да бисмо то илустровали за правоугаони прозор, узмимо у обзир редослед: 
{\displaystyle x[n]=e^{i2\pi {\frac {1}{8}}n},\quad } и {\displaystyle L=64.}
Слике 2 и 3 су графикони величине двају ДФТ различитих величина, како је назначено на њиховим ознакама. У оба случаја доминантна компонента је на фреквенцији сигнала: f = 1/8 = 0.125 . Такође је на слици 2 видљив дијаграм спектралног цурења правоугаоног прозора L = 64 . Илузија на слици 3 резултат је узорковања ДТФТ-а само на његовим нултим прелазима. Уместо ДТФТ секвенце коначне дужине, оставља утисак бесконачно дугог синусоидног низа. Фактори који доприносе илузији су употреба правоугаоног прозора и избор фреквенције (1/8 = 8/64) са тачно 8 (целих бројева) циклуса на 64 узорка. Ханов прозор дао би сличан резултат, осим што би се врх проширио на 3 узорка. 

## Конволуција
Теорема конволуције за низове је: 
{\displaystyle x*y\ =\ \scriptstyle {\text{DTFT}}^{-1}\displaystyle \left[\scriptstyle {\text{DTFT}}\displaystyle \{x\}\cdot \scriptstyle {\text{DTFT}}\displaystyle \{y\}\right].}
Важан посебан случај је кружна конволуција низова x и y дефинисаних са {\displaystyle x_{_{N}}*y,} где {\displaystyle x_{_{N}}} је периодично сумирање. Начин дискретне фреквенције DTFT{xN } "бира" само дискретне вредности из континуиране функције DTFT{y }, што резултира знатним поједностављивањем инверзне трансформације. Као што је приказано у теореми конволуције, функције дискретних променљивих низова : 
{\displaystyle x_{_{N}}*y\ =\ \scriptstyle {\text{DTFT}}^{-1}\displaystyle \left[\scriptstyle {\text{DTFT}}\displaystyle \{x_{_{N}}\}\cdot \scriptstyle {\text{DTFT}}\displaystyle \{y\}\right]\ =\ \scriptstyle {\text{DFT}}^{-1}\displaystyle \left[\scriptstyle {\text{DFT}}\displaystyle \{x_{_{N}}\}\cdot \scriptstyle {\text{DFT}}\displaystyle \{y_{_{N}}\}\right].}
За x и y низове чија је нулта вредност трајања мања или једнака N, коначно поједностављење је: 
{\displaystyle x_{_{N}}*y\ =\ \scriptstyle {\text{DFT}}^{-1}\displaystyle \left[\scriptstyle {\text{DFT}}\displaystyle \{x\}\cdot \scriptstyle {\text{DFT}}\displaystyle \{y\}\right].}
Значај овог резултата објашњен је у алгоритмима кружне конволуције и брзе конволуције . 

## Својства симетрије
Када се стварни и замишљени делови сложене функције разграде на њихове парне и непарне делове, постоје четири компоненте, које доле означавају претплатници RЕ, RО, IЕ и IО. Постоји и мапирање један на један између четири компоненте сложене временске функције и четири компоненте његове сложене фреквентне трансформације :  ‍:стp. 291
{\displaystyle {\begin{aligned}{\mathsf {Time\ domain}}\quad &\ x\quad &=\quad &x_{_{RE}}\quad &+\quad &x_{_{RO}}\quad &+\quad i\ &x_{_{IE}}\quad &+\quad &\underbrace {i\ x_{_{IO}}} \\&{\Bigg \Updownarrow }{\mathcal {F}}&&{\Bigg \Updownarrow }{\mathcal {F}}&&\ \ {\Bigg \Updownarrow }{\mathcal {F}}&&\ \ {\Bigg \Updownarrow }{\mathcal {F}}&&\ \ {\Bigg \Updownarrow }{\mathcal {F}}\\{\mathsf {Frequency\ domain}}\quad &X\quad &=\quad &X_{RE}\quad &+\quad &\overbrace {i\ X_{IO}} \quad &+\quad i\ &X_{IE}\quad &+\quad &X_{RO}\end{aligned}}}
Из овога су видљиве различите везе, на пример :
- Трансформација реално вредноване функције ( xRE+ xRO ) је равномерна симетрична функција XRE+ i XIO . Супротно томе, равномерна симетрична трансформација подразумева реалну вредност временске домене.
- Трансформација функције замишљене вредности ( i xIE+ i xIO ) је непарна симетрична функција XRO+ i XIE, а обратно је тачна.
- Трансформација равномерне симетричне функције ( xRE+ i xIO ) је реално вреднована функција XRE+ XRO, а обратно је тачно.
- Трансформација непарне симетричне функције ( xRO+ i xIE ) је замишљена вредност функције i XIE+ i XIO, а обратно је тачно.

## Однос према Z-трансформацији
{\displaystyle X_{2\pi }(\omega )} је Фуријеов ред која се такође може изразити у смислу билатералне Z-трансформације . На пример: 
{\displaystyle X_{2\pi }(\omega )=\left.{\widehat {X}}(z)\,\right|_{z=e^{i\omega }}={\widehat {X}}(e^{i\omega }),}
где {\displaystyle {\widehat {X}}} нотација разликује Z-трансформацију од Фуријеове трансформације. Стога можемо изразити и Z-трансформацију у смислу Фуријеове трансформације: 
{\displaystyle {\begin{aligned}{\widehat {X}}(e^{i\omega })&=\ X_{1/T}\left({\tfrac {\omega }{2\pi T}}\right)\ =\ \sum _{k=-\infty }^{\infty }X\left({\tfrac {\omega }{2\pi T}}-k/T\right)\\&=\sum _{k=-\infty }^{\infty }X\left({\tfrac {\omega -2\pi k}{2\pi T}}\right).\end{aligned}}}
Имајте на уму да када се параметар T промени, услови {\displaystyle X_{2\pi }(\omega )} остају стална одвојеност oд {\displaystyle 2\pi } , а њихова ширина се повећава или смањује. Услови X1/T(f) остају сталне ширине и њихово одвајање 1/T скала се повећава или смањује. 

## Табела дискретних Фуријеових трансформација
Неки уобичајени парови трансформација приказани су у табели испод. Следећа нота се примењује: 
- {\displaystyle \omega =2\pi fT} је стварни број који представља непрекидну угаону фреквенцију (у радијанима по узорку). ( {\displaystyle f} је у циклусима/секунди, и {\displaystyle T} је у секундама/узорку. ) У свим случајевима у табели, ДТФТ је 2π-периодичан (у {\displaystyle \omega } ).
- {\displaystyle X_{2\pi }(\omega )} означава функцију дефинисану на {\displaystyle -\infty <\omega <\infty } .
- {\displaystyle X_{o}(\omega )} означава функцију дефинисану на {\displaystyle -\pi <\omega \leq \pi } и нула гдегод. Онда:

{\displaystyle X_{2\pi }(\omega )\ \triangleq \sum _{k=-\infty }^{\infty }X_{o}(\omega -2\pi k).}
- {\displaystyle \delta (\omega )} је Диракова делта функција
- {\displaystyle \operatorname {sinc} (t)} је нормализована синк функција
- {\displaystyle \operatorname {rect} (t)} је функција правоугаоника
- {\displaystyle \operatorname {tri} (t)} је функција троугла
- n је цели број који представља домену дискретног времена (у узорцима)
- {\displaystyle u[n]} је функција корака јединице дискретне временске јединице
- {\displaystyle \delta [n]} је Кронекерова делта функција {\displaystyle \delta _{n,0}}

| Временски домен x[n] | Фреквенцијски домен X2π(ω) | Напомене | Референце |
| --- | --- | --- | --------- |
| {\displaystyle \delta [n]} | {\displaystyle X_{2\pi }(\omega )=1} | | ‍:стp. 305  |
| {\displaystyle \delta [n-M]} | {\displaystyle X_{2\pi }(\omega )=e^{-i\omega M}} | целобројно {\displaystyle M} |           |
| {\displaystyle \sum _{m=-\infty }^{\infty }\delta [n-Mm]\!} | {\displaystyle X_{2\pi }(\omega )=\sum _{m=-\infty }^{\infty }e^{-i\omega Mm}={\frac {2\pi }{M}}\sum _{k=-\infty }^{\infty }\delta \left(\omega -{\frac {2\pi k}{M}}\right)\,} {\displaystyle X_{o}(\omega )={\frac {2\pi }{M}}\sum _{k=-(M-1)/2}^{(M-1)/2}\delta \left(\omega -{\frac {2\pi k}{M}}\right)\,} odd M {\displaystyle X_{o}(\omega )={\frac {2\pi }{M}}\sum _{k=-M/2+1}^{M/2}\delta \left(\omega -{\frac {2\pi k}{M}}\right)\,} even M | целобројно {\displaystyle M>0} |           |
| {\displaystyle u[n]} | {\displaystyle X_{2\pi }(\omega )={\frac {1}{1-e^{-i\omega }}}+\pi \sum _{k=-\infty }^{\infty }\delta (\omega -2\pi k)\!} {\displaystyle X_{o}(\omega )={\frac {1}{1-e^{-i\omega }}}+\pi \cdot \delta (\omega )\!} | {\displaystyle 1/(1-e^{-i\omega })} термин се мора тумачити као дистрибуција у смислу главне вредности Кошија око његових полова на {\displaystyle \omega =2\pi k}. |           |
| {\displaystyle a^{n}u[n]} | {\displaystyle X_{2\pi }(\omega )={\frac {1}{1-ae^{-i\omega }}}\!} | {\displaystyle 0<\|a\|<1} | ‍:стp. 305  |
| {\displaystyle e^{-ian}} | {\displaystyle X_{o}(\omega )=2\pi \cdot \delta (\omega +a),} -π < a < π {\displaystyle X_{2\pi }(\omega )=2\pi \sum _{k=-\infty }^{\infty }\delta (\omega +a-2\pi k)} | реални број {\displaystyle a} |           |
| {\displaystyle \cos(a\cdot n)} | {\displaystyle X_{o}(\omega )=\pi \left[\delta \left(\omega -a\right)+\delta \left(\omega +a\right)\right],} {\displaystyle X_{2\pi }(\omega )\ \triangleq \sum _{k=-\infty }^{\infty }X_{o}(\omega -2\pi k)} | {\displaystyle -\pi <a<\pi } |           |
| {\displaystyle \sin(a\cdot n)} | {\displaystyle X_{o}(\omega )={\frac {\pi }{i}}\left[\delta \left(\omega -a\right)-\delta \left(\omega +a\right)\right]} | реални број {\displaystyle a} при чему је {\displaystyle -\pi <a<\pi }                                                                                              |           |
| {\displaystyle \operatorname {rect} \left[{n-M \over N}\right]}                                                                                                   | {\displaystyle X_{o}(\omega )={\sin[N\omega /2] \over \sin(\omega /2)}\,e^{-i\omega M}\!} | целобројне вредности {\displaystyle M} и {\displaystyle N} |           |
| {\displaystyle \operatorname {sinc} (W(n+a))} | {\displaystyle X_{o}(\omega )={\frac {1}{W}}\operatorname {rect} \left({\omega \over 2\pi W}\right)e^{ia\omega }} | реални бројеви{\displaystyle W,a} при чему је {\displaystyle 0<W<1}                                                                                                 |           |
| {\displaystyle \operatorname {sinc} ^{2}(Wn)\,} | {\displaystyle X_{o}(\omega )={\frac {1}{W}}\operatorname {tri} \left({\omega \over 2\pi W}\right)} | реални број {\displaystyle W}, {\displaystyle 0<W<0.5} |           |
| {\displaystyle {\begin{cases}0&n=0\\{\frac {(-1)^{n}}{n}}&{\mbox{иначе}}\end{cases}}}                                                                             | {\displaystyle X_{o}(\omega )=j\omega } | ради као филтер диференцијатор |           |
| {\displaystyle {\frac {1}{(n+a)}}\left\{\cos[\pi W(n+a)]-\operatorname {sinc} [W(n+a)]\right\}}                                                                   | {\displaystyle X_{o}(\omega )={\frac {j\omega }{W}}\cdot \operatorname {rect} \left({\omega \over \pi W}\right)e^{ja\omega }} | реални бројеви{\displaystyle W,a} при чему је {\displaystyle 0<W<1}                                                                                                 |           |
| {\displaystyle {\begin{cases}{\frac {\pi }{2}}&n=0\\{\frac {(-1)^{n}-1}{\pi n^{2}}}&{\mbox{ иначе}}\end{cases}}}                                                  | {\displaystyle X_{o}(\omega )=\|\omega \|} | |           |
| {\displaystyle {\begin{cases}0;&n{\text{ парно}}\\{\frac {2}{\pi n}};&n{\text{ непарно}}\end{cases}}}                                                             | {\displaystyle X_{o}(\omega )={\begin{cases}j&\omega <0\\0&\omega =0\\-j&\omega >0\end{cases}}} | Хилбертова трансформација |           |
| {\displaystyle {\frac {C(A+B)}{2\pi }}\cdot \operatorname {sinc} \left[{\frac {A-B}{2\pi }}n\right]\cdot \operatorname {sinc} \left[{\frac {A+B}{2\pi }}n\right]} | {\displaystyle X_{o}(\omega )=} | реални бројеви{\displaystyle A,B} комплексно {\displaystyle C} |           |

## Својства
Ова табела приказује неке математичке операције у временском домену и одговарајуће ефекте у фреквенцијском домену. 
- {\displaystyle *\!} је дискретна конволуција две секвенце
- {\displaystyle x[n]^{*}} је сложена конјугација x[n] .

| Својство                                             | Временски домен x[n]                                                                                    | Фреквенцијски домен {\displaystyle X_{2\pi }(\omega )}                                                                                    | Напомене                            | е        |
| ---------------------------------------------------- | --- | --- | ----------------------------------- | -------- |
| Линеарност                                           | {\displaystyle a\cdot x[n]+b\cdot y[n]}                                                                 | {\displaystyle a\cdot X_{2\pi }(\omega )+b\cdot Y_{2\pi }(\omega )}                                                                       | complex numbers {\displaystyle a,b} | ‍:стp. 294 |
| Временски преокретl / Фреквенцијски преокрет         | {\displaystyle x[-n]}                                                                                   | {\displaystyle X_{2\pi }(-\omega )\!} |                                     | ‍:стp. 297 |
| Временска конјугација                                | {\displaystyle x[n]^{*}}                                                                                | {\displaystyle X_{2\pi }(-\omega )^{*}\!}                                                                                                 |                                     | ‍:стp. 291 |
| Временски преокрет и конјугација                     | {\displaystyle x[-n]^{*}}                                                                               | {\displaystyle X_{2\pi }(\omega )^{*}\!}                                                                                                  |                                     | ‍:стp. 291 |
| Реални део у времену                                 | {\displaystyle \Re {(x[n])}}                                                                            | {\displaystyle {\frac {1}{2}}(X_{2\pi }(\omega )+X_{2\pi }^{*}(-\omega ))}                                                                |                                     | ‍:стp. 291 |
| Имагинарни део у времену                             | {\displaystyle \Im {(x[n])}}                                                                            | {\displaystyle {\frac {1}{2i}}(X_{2\pi }(\omega )-X_{2\pi }^{*}(-\omega ))}                                                               |                                     | ‍:стp. 291 |
| Реални део у фреквенцији                             | {\displaystyle {\frac {1}{2}}(x[n]+x^{*}[-n])}                                                          | {\displaystyle \Re {(X_{2\pi }(\omega ))}}                                                                                                |                                     | ‍:стp. 291 |
| Имагинарни део у фреквенцији                         | {\displaystyle {\frac {1}{2i}}(x[n]-x^{*}[-n])}                                                         | {\displaystyle \Im {(X_{2\pi }(\omega ))}}                                                                                                |                                     | ‍:стp. 291 |
| Померање у времену/ Модулација у фреквенцији         | {\displaystyle x[n-k]}                                                                                  | {\displaystyle X_{2\pi }(\omega )\cdot e^{-i\omega k}}                                                                                    | integer k                           | ‍:стp. 296 |
| Померање у фреквенцији / Модулација у времену        | {\displaystyle x[n]\cdot e^{ian}\!}                                                                     | {\displaystyle X_{2\pi }(\omega -a)\!} | реална вредност {\displaystyle a}   | ‍:стp. 300 |
| Децимација                                           | {\displaystyle x[nM]}                                                                                   | {\displaystyle {\frac {1}{M}}\sum _{m=0}^{M-1}X_{2\pi }\left({\tfrac {\omega -2\pi m}{M}}\right)\!}                                       | целобројно {\displaystyle M}        |          |
| Временско ширење                                     | {\displaystyle \scriptstyle {\begin{cases}x[n/M]&n={\text{умножак oд M}}\\0&{\text{иначе}}\end{cases}}} | {\displaystyle X_{2\pi }(M\omega )\!} | целобројно {\displaystyle M}        |          |
| Извод у фреквенцији                                  | {\displaystyle {\frac {n}{i}}x[n]\!}                                                                    | {\displaystyle {\frac {dX_{2\pi }(\omega )}{d\omega }}\!}                                                                                 |                                     | ‍:стp. 303 |
| Интеграција у фреквенцији                            | {\displaystyle \!}                                                                                      | {\displaystyle \!} |                                     |          |
| Извод по вреемену                                    | {\displaystyle x[n]-x[n-1]\!}                                                                           | {\displaystyle \left(1-e^{-i\omega }\right)X_{2\pi }(\omega )\!}                                                                          |                                     |          |
| Сума у времену                                       | {\displaystyle \sum _{m=-\infty }^{n}x[m]\!}                                                            | {\displaystyle {\frac {1}{\left(1-e^{-i\omega }\right)}}X_{2\pi }(\omega )+\pi X(0)\sum _{k=-\infty }^{\infty }\delta (\omega -2\pi k)\!} |                                     |          |
| Конволуција у времену/ Мултипликација у фреквенцији  | {\displaystyle x[n]*y[n]\!}                                                                             | {\displaystyle X_{2\pi }(\omega )\cdot Y_{2\pi }(\omega )\!}                                                                              |                                     | ‍:стp. 297 |
| Мултипликација у времену / Конволуција у фреквенцији | {\displaystyle x[n]\cdot y[n]\!}                                                                        | {\displaystyle {\frac {1}{2\pi }}\int _{-\pi }^{\pi }X_{2\pi }(\nu )\cdot Y_{2\pi }(\omega -\nu )d\nu \!}                                 | Периодична конволуција              | ‍:стp. 302 |
| Унакрсна корелација                                  | {\displaystyle \rho _{xy}[n]=x[-n]^{*}*y[n]\!}                                                          | {\displaystyle R_{xy}(\omega )=X_{2\pi }(\omega )^{*}\cdot Y_{2\pi }(\omega )\!}                                                          |                                     |          |
| Парсевалова теорема                                  | {\displaystyle E_{xy}=\sum _{n=-\infty }^{\infty }{x[n]\cdot y[n]^{*}}\!}                               | {\displaystyle E_{xy}={\frac {1}{2\pi }}\int _{-\pi }^{\pi }{X_{2\pi }(\omega )\cdot Y_{2\pi }(\omega )^{*}d\omega }\!}                   |                                     | ‍:стp. 302 |